# Gustavo Viera
Gustavo Agustín Viera Velázquez (* 28. August 1995 in Asunción) ist ein paraguayischer Fußballspieler. Er spielt im zentralen Mittelfeld.

## Karriere

### Verein
Gustavo Viera erhielt seine sportliche Ausbildung beim paraguayischen Erstligisten Club Rubio Ñu aus dem Santísima Trinidad in Asunción. Am 1. Dezember 2012 kam er als 17-Jähriger zu seinem ersten Einsatz im Profifußball, als er im Ligaspiel gegen Club Nacional (0:1) in der 16. Minute für Jorge Brítez eingewechselt wurde. Zur Saison 2013 schaffte er den Sprung in den Profikader und kam zu regelmäßigen Einsätzen. Mitte August 2014 wurde Viera an den brasilianischen Erstligisten SC Corinthians aus São Paulo verkauft. Viera erhielt einen Vertrag bis August 2018. Er wurde zunächst in der U-20-Jugendmannschaft des Klubs eingesetzt. Ende Juni 2015 wurde er in den Profikader integriert. In der Série A 2015 saß er beim Titelgewinn lediglich zweimal auf der Ersatzbank. Für die Folgesaison 2016 wurde er an seinen Jugendklub Rubio Ñu verliehen.
2018 wechselte Viero nach Paraguay zum Independiente FBC. Im Januar 2019 wechselte er zum Club Sportivo San Lorenzo. Bei dem Klub blieb er bis Ende 2020, anschließend unterzeichnete er einen Vertrag beim Sportivo Luqueño.
Zur Saison 2022 wechselte Viera nach Trujillo zu Carlos A. Mannucci und zum Jahresbeginn 2025 zu Sportivo Trinidense.

### Nationalmannschaft
Gustavo Viera wurde noch in seiner Zeit beim Club Rubio Ñu in die paraguayische U-20-Fußballnationalmannschaft berufen. Mit dem Team nahm er sowohl an der U-20-Fußball-Südamerikameisterschaft 2013 in Argentinien als auch 2015 in Uruguay teil. 2013 erreichte er mit dem Team den zweiten Platz, kam aber nur einmal zum Einsatz. Zwei Jahre später bestritt er als Stammspieler während des Turniers sieben Partien und erzielte ein Tor. Allerdings erreichte die Nationalelf nur den sechsten Platz. 2016 kam Viera mit einer U-23-Auswahl beim Turnier von Toulon zu vier Einsätzen.

## Erfolge
Corinthians
- Campeonato Brasileiro de Futebol Sub-20: 2014
- Campeonato Brasileiro: 2015